# غاري إيفانز فوستر
غاري إيفانز فوستر (بالإنجليزية: Gary Evans Foster) هو عسكري أمريكي، ولد في 6 نوفمبر 1894 في سبارتانبرغ في الولايات المتحدة، وتوفي في 22 يوليو 1951.